# HD27472
HD27472 є хімічно пекулярною зорею спектрального класу
F0 й має видиму зоряну величину в смузі V приблизно 10,2.

## Пекулярний хімічний вміст
Зоряна атмосфера HD27472 має підвищений вміст 
Eu
.